# Jeune Haïti
Jeune Haïti est un mouvement politique constitué par les plus activistes de la jeunesse de ce pays, occupée dans le refus de l’humiliation et de l’oppression de la dictature du président François Duvalier. Ce mouvement regroupait plus d’une centaine de jeunes militants luttant contre la dictature sanguinaire de Duvalier et de sa milice armée des Tontons macoutes.

## Historique
L'organisation Jeune Haïti participa à plusieurs tentatives d’invasion à partir de la République dominicaine, au cours de l’année 1963. La répression politique est impitoyable et la milice des Tontons macoutes traquent, torturent et tuent les militants qui tombent entre leurs mains. Après la mort de John Kennedy en novembre 1963, la plupart des militants de Jeune Haïti s’exilèrent aux États-Unis et au Canada.
Le 27 juin 1964, après le massacre des Vêpres jérémiennes, est annoncé l’année de la proclamation de la "présidence à vie" du dictateur Duvalier. Un groupe révolutionnaire conduit par Fred Baptiste et Gérard Lafontant, le FARH, débarque près de Belle-Anse. Le groupe Jeune Haïti décida alors d’organiser une expédition de renforcement. C’est ainsi que le 5 août 1964, un commando de 13 militants de Jeune Haïti débarque à son tour à la Petite Rivière de Dame-Marie.
Ils avaient promis de tenir un mois dans la perspective de débarquements ultérieurs. Ils tiendront trois mois, infligeant des pertes à l’armée haïtienne au cours de divers affrontements qui les opposèrent aux 3 000 soldats de troupe envoyés de Port-au-Prince. Finalement, ils seront tous tués ou exécutés au fur et à mesure que l'étau répressif se resserre autour d'eux. Les geôles du Fort Dimanche emprisonneront plusieurs de ces jeunes révolutionnaires avant leur mort. Les deux derniers résistants du groupe Jeune Haïti sont arrêtés en novembre 1964. Dans la matinée du 12 novembre 1964, les deux jeunes militants, originaires de la Grande-Anse, Louis Drouin et Marcel Numa, sont attachés face au peloton d'exécution, contre le mur Nord-ouest du cimetière de Port-au-Prince. Ils tombaient sous les balles des forces armées d’Haïti. Des centaines d’écoliers amenés sur ordre de François Duvalier assistèrent à l’exécution dont le film sera repassé tout au long de la semaine par l’unique station de télévision de Port-au-Prince.
Au cours de son exil aux États-Unis, à la fin des années 1970, le militant haïtien des droits de l'homme, Jean-Claude Bajeux, établit un rapport-enquête sur l'assassinat des 13 militants du mouvement anti-dictatorial Jeune Haïti, survenu en 1964.